# Cúp FA 2015-16
Cúp FA 2015–16 (hay còn gọi FA Challenge Cup) là mùa giải lần thứ 135 của giải đấu bóng đá được xem là lâu đời nhất thế giới.. Nó được tài trợ bởi hãng hàng không Emirates và được gọi với tên gọi: Emirates FA Cup vì lý do nhà tài trợ.. Giải đấu này bắt đầu từ ngày 15 tháng 8 năm 2015 và kết thúc với một trận chung kết vào ngày 21 tháng 5 năm 2016. Đội vô địch sẽ được tham dự vòng bảng UEFA Europa League 2016–17.
Nhà vô địch mùa này đó là Manchester United, họ đã đánh bại Crystal Palace với tỷ số 2-1 trong trận chung kết.

## Các đội bóng
| Vòng đấu       | Số câu lạc bộ còn lại | Số câu lạc bộ tham gia | Chiến thắng vòng trước | Số câu lạc bộ mới vòng này | Giải đấu bắt đầu tham gia từ vòng này       |
| -------------- | --------------------- | ---------------------- | ---------------------- | -------------------------- | ------------------------------------------- |
| Vòng 1         | 124                   | 80                     | 32                     | 48                         | Football League One Football League Two     |
| Vòng 2         | 84                    | 40                     | 40                     | không                      | không                                       |
| Vòng 3         | 64                    | 64                     | 20                     | 44                         | Premier League Football League Championship |
| Vòng 4         | 32                    | 32                     | 32                     | không                      | không                                       |
| Vòng 5         | 16                    | 16                     | 16                     | không                      | không                                       |
| Tứ kết         | 8                     | 8                      | 8                      | không                      | không                                       |
| Vòng bán kết   | 4                     | 4                      | 4                      | không                      | không                                       |
| Trận chung kết | 2                     | 2                      | 2                      | không                      | không                                       |

## Tiền thưởng
| Vòng đấu                | Số câu lạc bộ Nhận tiền thưởng | Tiền thưởng mỗi câu lạc bộ |
| ----------------------- | ------------------------------ | -------------------------- |
| Thắng vòng tiền sơ loại | 184                            | £1,500                     |
| Thắng vòng sơ loại      | 160                            | £1,925                     |
| Thắng vòng loại 1       | 116                            | £3,000                     |
| Thắng vòng loại 2       | 80                             | £4,500                     |
| Thắng vòng loại 3       | 40                             | £7,500                     |
| Thắng vòng loại 4       | 32                             | £12,500                    |
| Thắng vòng 1            | 40                             | £18,000                    |
| Thắng vòng 2            | 20                             | £27,000                    |
| Thắng vòng 3            | 32                             | £67,500                    |
| Thắng vòng 4            | 16                             | £90,000                    |
| Thắng vòng 5            | 8                              | £180,000                   |
| Thắng vòng 6            | 4                              | £360,000                   |
| Thất bại vòng bán kết   | 2                              | £450,000                   |
| Thắng vòng bán kết      | 2                              | £900,000                   |
| Về nhì chung kết        | 1                              | £900,000                   |
| Chiến thắng chung kết   | 1                              | £1,800,000                 |
| Tổng cộng               |                                | £15,132,000                |

## Lịch thi đấu
Lịch thi đấu như sau.
| Giai đoạn           | Vòng đấu          | Ngày bốc thăm                   | Ngày thi đấu              |
| ------------------- | ----------------- | ------------------------------- | ------------------------- |
| Giai đoạn vòng loại | Vòng tiền sơ loại | 3 tháng 7 năm 2015              | 15 tháng 8 năm 2015       |
| Giai đoạn vòng loại | Vòng sơ loại      | 3 tháng 7 năm 2015              | 29 tháng 8 năm 2015       |
| Giai đoạn vòng loại | Vòng loại 1       | 24 tháng 8 năm 2015             | 12 tháng 9 năm 2015       |
| Giai đoạn vòng loại | Vòng loại 2       | 14 tháng 9 năm 2015             | 26 tháng 9 năm 2015       |
| Giai đoạn vòng loại | Vòng loại 3       | 28 tháng 9 năm 2015             | 10 tháng 10 năm 2015      |
| Giai đoạn vòng loại | Vòng loại 4       | 12 tháng 10 năm 2015            | 24 tháng 10 năm 2015      |
| Giai đoạn chính     | Vòng 1            | 26 tháng 10 năm 2015, 19:00 GMT | 7 tháng 11 năm 2015       |
| Giai đoạn chính     | Vòng 2            | 9 tháng 11 năm 2015, 19:00 GMT  | 5 tháng 12 năm 2015       |
| Giai đoạn chính     | Vòng 3            | 7 tháng 12 năm 2015, 19:00 GMT  | 9 tháng 1 năm 2016        |
| Giai đoạn chính     | Vòng 4            | 11 tháng 1 năm 2016, 19:15 GMT  | 30 tháng 1 năm 2016       |
| Giai đoạn chính     | Vòng 5            | 31 tháng 1 năm 2016, 18:15 GMT  | 20 tháng 2 năm 2016       |
| Giai đoạn chính     | Vòng 6            | 21 tháng 2 năm 2016, 18:15 GMT  | 12 tháng 3 năm 2016       |
| Giai đoạn chính     | Vòng bán kết      | 14 tháng 3 năm 2016             | 23 và 24 tháng 4 năm 2016 |
| Giai đoạn chính     | Trận chung kết    | 14 tháng 3 năm 2016             | 21 tháng 5 năm 2016       |

## Vòng loại
Vòng loại Cúp FA mùa này bắt đầu từ vòng tiền sơ loại vào ngày 15 tháng 8 năm 2015. Tất cả các câu lạc bộ tham dự vòng này không có sự góp mặt của bất kỳ một đại diện nào đến từ Premier League hoặc The Football League mà họ chỉ góp mặt ở vòng loại thứ nhất. Vòng loại cuối cùng (thứ 4) sẽ kết thúc vào cuối tuần ngày 24 tháng 10.

## Vòng 1
| 7 tháng 11 năm 2015 | Burton Albion (3) | 0–3      | Peterborough United (3)              | Burton-upon-Trent                                                         |  |
| 15:00               |                   | Chi tiết | Washington 41', 71' · J Anderson 84' | Sân vận động: Pirelli Stadium Lượng khán giả: 2.517 Trọng tài: David Webb |  |

| 8 tháng 11 năm 2015 | Port Vale (3) | 1–1      | Maidenhead United (6) | Burslem, Stoke-on-Trent                                                |  |
| 15:00               | Moore 31'     | Chi tiết | Mulley 90+4'          | Sân vận động: Vale Park Lượng khán giả: 3.977 Trọng tài: Adrian Holmes |  |

| 19 tháng 11 năm 2015 Đá lại | Maidenhead United (6) | 1–3      | Port Vale (3)                        | Maidenhead                                                               |  |
| 19:45                       | Massey 15'            | Chi tiết | O'Connor 35' · Leitch-Smith 49', 57' | Sân vận động: York Road Lượng khán giả: 2.212 Trọng tài: Dean Whitestone |  |

| 7 tháng 11 năm 2015 | Barnet (4)              | 2–0      | Blackpool (3) | Canons Park                                                                   |  |
| 15:00               | Champion 36' · Gash 41' | Chi tiết |               | Sân vận động: The Hive Stadium Lượng khán giả: 1.869 Trọng tài: Kevin Johnson |  |

| 8 tháng 11 năm 2015 | Bristol Rovers (4) | 0–1      | Chesham United (7) | Bristol                                                                     |  |
| 14:00               |                    | Chi tiết | Blake 77'          | Sân vận động: Memorial Stadium Lượng khán giả: 5.181 Trọng tài: Andy Davies |  |

| 7 tháng 11 năm 2015 | Cambridge United (4) | 1–0      | Basingstoke Town (6) | Cambridge                                                                |  |
| 15:00               | Hughes 19'           | Chi tiết |                      | Sân vận động: Abbey Stadium Lượng khán giả: 2.974 Trọng tài: John Brooks |  |

| 7 tháng 11 năm 2015 | Mansfield Town (4) | 0–0      | Oldham Athletic (3) | Mansfield                                                                 |  |
| 15:00               |                    | Chi tiết |                     | Sân vận động: Field Mill Lượng khán giả: 2.886 Trọng tài: Tony Harrington |  |

| 17 tháng 11 năm 2015 Đá lại | Oldham Athletic (3)          | 2–0      | Mansfield Town (4) | Oldham                                                                   |  |
| 19:45                       | Philliskirk 70' · Poleon 78' | Chi tiết |                    | Sân vận động: Boundary Park Lượng khán giả: 1.893 Trọng tài: Lee Collins |  |

| 7 tháng 11 năm 2015 | Altrincham (5) | 1–0      | Barnsley (3) | Altrincham                                                           |  |
| 15:00               | Reeves 46'     | Chi tiết |              | Sân vận động: Moss Lane Lượng khán giả: 2.571 Trọng tài: Andy Haines |  |

| 7 tháng 11 năm 2015 | Crewe Alexandra (3) | 0–1      | Eastleigh (5)        | Crewe                                                                   |  |
| 15:00               |                     | Chi tiết | Strevens 75' (ph.đ.) | Sân vận động: Gresty Road Lượng khán giả: 3.008 Trọng tài: Carl Boyeson |  |

| 7 tháng 11 năm 2015 | Northwich Victoria (8) | 1–1      | Boreham Wood (5) | Northwich                                                               |  |
| 15:00               | Williams 12'           | Chi tiết | Morias 23'       | Sân vận động: Wincham Park Lượng khán giả: 502 Trọng tài: Wayne Barratt |  |

| 16 tháng 11 năm 2015 Đá lại | Boreham Wood (5) | 1–2      | Northwich Victoria (8)    | Borehamwood                                                           |  |
| 19:45                       | MacDonald 90'    | Chi tiết | Williams 28' · Astles 52' | Sân vận động: Meadow Park Lượng khán giả: 512 Trọng tài: Andy Woolmer |  |

| 7 tháng 11 năm 2015 | Coventry City (3) | 1–2      | Northampton Town (4)      | Coventry                                                                  |  |
| 15:00               | Murphy 10'        | Chi tiết | Diamond 5' · Richards 18' | Sân vận động: Ricoh Arena Lượng khán giả: 9.124 Trọng tài: Darren Handley |  |

| 8 tháng 11 năm 2015 | Brackley Town (6)         | 2–2      | Newport County (4)                   | Brackley                                                                   |  |
| 14:00               | Graham 59' · McDonald 90' | Chi tiết | John-Lewis 15' (ph.đ.) · Bennett 41' | Sân vận động: St. James Park Lượng khán giả: 1.708 Trọng tài: Mark Haywood |  |

| 17 tháng 11 năm 2015 Đá lại | Newport County (4)                                             | 4–1      | Brackley Town (6) | Newport                                                                     |  |
| 19:45                       | John-Lewis 1' · Klukowski 17' · Rodman 63' · Hawtin 71' (l.n.) | Chi tiết | Hawtin 39'        | Sân vận động: Rodney Parade Lượng khán giả: 1.511 Trọng tài: Stuart Attwell |  |

| 7 tháng 11 năm 2015 | Grimsby Town (5)                                           | 5–1      | St Albans City (6) | Cleethorpes                                                               |  |
| 15:00               | Townsend 30' · Amond 45', 90' · Pittman 71' · Marshall 84' | Chi tiết | Theophanous 62'    | Sân vận động: Blundell Park Lượng khán giả: 2.263 Trọng tài: Ryan Johnson |  |

| 7 tháng 11 năm 2015 | Hartlepool United (4) | 1–0      | Cheltenham Town (5) | Hartlepool                                                                |  |
| 15:00               | Oyenuga 45'           | Chi tiết |                     | Sân vận động: Victoria Park Lượng khán giả: 2.287 Trọng tài: James Adcock |  |

| 6 tháng 11 năm 2015 | Salford City (7)       | 2–0      | Notts County (4) | Salford                                                                |  |
| 19:55               | Webber 46' · Allen 73' | Chi tiết |                  | Sân vận động: Moor Lane Lượng khán giả: 1.400 Trọng tài: Andrew Madley |  |

| 7 tháng 11 năm 2015 | Dover Athletic (5) | 1–2      | Stourbridge (7)              | River                                                                                 |  |
| 15:00               | Thomas 33'         | Chi tiết | Lait 8' · Hawley 69' (ph.đ.) | Sân vận động: Crabble Athletic Ground Lượng khán giả: 1.392 Trọng tài: Richard Martin |  |

| 7 tháng 11 năm 2015 | Stevenage (4)                                    | 3–0      | Gillingham (3) | Stevenage                                                                  |  |
| 15:00               | Schumacher 13' · Whelpdale 29' · Gnanduillet 90' | Chi tiết |                | Sân vận động: Broadhall Way Lượng khán giả: 1.619 Trọng tài: Trevor Kettle |  |

| 7 tháng 11 năm 2015 | Millwall (3)                            | 3–1      | AFC Fylde (6) | London                                                              |  |
| 15:00               | O´Brien 54' · Gregory 60' · Morison 88' | Chi tiết | Whittle 62'   | Sân vận động: The Den Lượng khán giả: 3.445 Trọng tài: Steve Martin |  |

| 8 tháng 11 năm 2015 | Aldershot Town (5) | 0–0      | Bradford City (3) | Aldershot                                                                  |  |
| 14:00               |                    | Chi tiết |                   | Sân vận động: Recreation Ground Lượng khán giả: 2.640 Trọng tài: Ben Toner |  |

| 18 tháng 11 năm 2015 Đá lại | Bradford City (3)               | 2–0      | Aldershot Town (5) | Bradford                                                                |  |
| 19:45                       | Leigh 61' · McMahon 76' (ph.đ.) | Chi tiết |                    | Sân vận động: Valley Parade Lượng khán giả: 2.930 Trọng tài: Keith Hill |  |

| 7 tháng 11 năm 2015 | Walsall (3)             | 2–0      | Fleetwood Town (3) | Walsall                                                                  |  |
| 15:00               | Evans 19' · Forde 90+2' | Chi tiết |                    | Sân vận động: Bescot Stadium Lượng khán giả: 2.532 Trọng tài: Ross Joyce |  |

| 7 tháng 11 năm 2015 | Bury (3)                                          | 4–0      | Wigan Athletic (3) | Bury                                                                 |  |
| 15:00               | Pope 19' · Mayor 34' · Cameron 45+2' · Clarke 65' | Chi tiết |                    | Sân vận động: Gigg Lane Lượng khán giả: 3.856 Trọng tài: David Coote |  |

| 7 tháng 11 năm 2015 | Portsmouth (4) | 2–1      | Macclesfield Town (5) | Portsmouth                                                             |  |
| 15:00               | McGurk 3', 45' | Chi tiết | Dennis 15'            | Sân vận động: Fratton Park Lượng khán giả: 9,834 Trọng tài: Lee Swabey |  |

| 7 tháng 11 năm 2015 | Sheffield United (3)                          | 3–0      | Worcester City (6) | Sheffield                                                                  |  |
| 15:00               | Baxter 19' (ph.đ.) · Sammon 81' · Freeman 90' | Chi tiết |                    | Sân vận động: Bramall Lane Lượng khán giả: 11.108 Trọng tài: Simon Bennett |  |

| 7 tháng 11 năm 2015 | Barwell (7) | 0–2      | Welling United (5)                  | Barwell                                                                |  |
| 15:00               |             | Chi tiết | Wellard 34' · Oluwabunmi Bakare 90' | Sân vận động: Kirkby Road Lượng khán giả: 843 Trọng tài: Steve Rushton |  |

| 8 tháng 11 năm 2015 | F.C. Halifax Town (5) | 0–4      | Wycombe Wanderers (4)                                       | Halifax                                                                  |  |
| 14:00               |                       | Chi tiết | Thompson 17' · Jombati 65' · Kretzschmar 84' · Holloway 90' | Sân vận động: The Shay Lượng khán giả: 1.789 Trọng tài: Graham Salisbury |  |

| 7 tháng 11 năm 2015 | Crawley Town (4) | 1–2      | Luton Town (4)   | Crawley                                                                         |  |
| 15:00               | Harrold 63'      | Chi tiết | McQuoid 54', 89' | Sân vận động: Broadfield Stadium Lượng khán giả: 1.929 Trọng tài: Nick Kinseley |  |

| 7 tháng 11 năm 2015 | Doncaster Rovers (3) | 2–0      | Stalybridge Celtic (6) | Doncaster                                                                  |  |
| 15:00               | Williams 3', 68'     | Chi tiết |                        | Sân vận động: Keepmoat Stadium Lượng khán giả: 3.991 Trọng tài: Martin Coy |  |

| 8 tháng 11 năm 2015 | Didcot Town (8) | 0–3      | Exeter City (4)                           | Didcot                                                                            |  |
| 12:00               |                 | Chi tiết | Morrison 48' · Nichols 73' · Nicholls 78' | Sân vận động: Loop Meadow Stadium Lượng khán giả: 2.707 Trọng tài: Chris Kavanagh |  |

| 7 tháng 11 năm 2015 | Dagenham & Redbridge (4) | 0–0      | Morecambe (4) | Dagenham                                                                |  |
| 15:00               |                          | Chi tiết |               | Sân vận động: Victoria Road Lượng khán giả: 900 Trọng tài: Tim Robinson |  |

| 17 tháng 11 năm 2015 Đá lại | Morecambe (4)             | 2–4      | Dagenham & Redbridge (4)                           | Morecambe                                                                   |  |
| 19:45                       | Barkhuizen 6' · Wildig 7' | Chi tiết | Vassell 13' (ph.đ.), 50' · Dunne 37' · Labadie 70' | Sân vận động: Globe Arena Lượng khán giả: 1.176 Trọng tài: Geoff Eltringham |  |

| 7 tháng 11 năm 2015 | Leyton Orient (4)                                            | 6–1      | Staines Town (7) | Leyton                                                                    |  |
| 15:00               | Palmer 8', 13' · Cox 12', 33' · Marquis 89' · Clohessy 90+4' | Chi tiết | Purse 23'        | Sân vận động: Brisbane Road Lượng khán giả: 2.287 Trọng tài: Robert Jones |  |

| 8 tháng 11 năm 2015 | Gainsborough Trinity (6) | 0–1      | Shrewsbury Town (3) | Gainsborough                                                             |  |
| 14:00               |                          | Chi tiết | Collins 71'         | Sân vận động: The Northolme Lượng khán giả: 2.180 Trọng tài: Darren Bond |  |

| 8 tháng 11 năm 2015 | Maidstone United (6) | 0–1      | Yeovil Town (4) | Maidstone                                                                     |  |
| 14:00               |                      | Chi tiết | Fogden 55'      | Sân vận động: Gallagher Stadium Lượng khán giả: 2.811 Trọng tài: Michael Bull |  |

| 8 tháng 11 năm 2015 | Braintree Town (5) | 1–1      | Oxford United (4) | Braintree                                                               |  |
| 14:00               | Davis 63'          | Chi tiết | Taylor 15'        | Sân vận động: Cressing Road Lượng khán giả: 1.248 Trọng tài: Phil Gibbs |  |

| 17 tháng 11 năm 2015 Đá lại | Oxford United (4)                     | 3–1      | Braintree Town (5) | Oxford                                                                       |  |
| 19:45                       | Sercombe 42' · Hoban 64', 80' (ph.đ.) | Chi tiết | David 33' (ph.đ.)  | Sân vận động: Kassam Stadium Lượng khán giả: 3.265 Trọng tài: Darren England |  |

| 8 tháng 11 năm 2015 | Whitehawk (6)                                                     | 5–3      | Lincoln City (5)                | Whitehawk                                                                                 |  |
| 15:00               | Mills 6' · Robinson 27' · Deering 58', 90+6' (ph.đ.) · Martin 86' | Chi tiết | Rhead 45+5' (ph.đ.), 63', 90+1' | Sân vận động: The Enclosed Ground Lượng khán giả: 1.342 Trọng tài: Constantine Hatzidakis |  |

| 7 tháng 11 năm 2015 | Accrington Stanley (4)                            | 3–2      | York City (4)              | Accrington                                                              |  |
| 15:00               | McConville 29' · Crooks 36' · Windass 48' (ph.đ.) | Chi tiết | Oliver 34' · Coulson 90+2' | Sân vận động: Crown Ground Lượng khán giả: 1.475 Trọng tài: Fred Graham |  |

| 7 tháng 11 năm 2015 | Scunthorpe United (3) | 2–1      | Southend United (3) | Scunthorpe                                                                |  |
| 15:00               | Madden 16', 78'       | Chi tiết | Leonard 30'         | Sân vận động: Glanford Park Lượng khán giả: 3.335 Trọng tài: Peter Bankes |  |

| 7 tháng 11 năm 2015 | AFC Wimbledon (4) | 1–2      | Forest Green Rovers (5) | Kingston upon Thames                                                      |  |
| 15:00               | Kennedy 24'       | Chi tiết | Carter 6' · Frear 90+3' | Sân vận động: Kingsmeadow Lượng khán giả: 2.465 Trọng tài: Graham Horwood |  |

| 7 tháng 11 năm 2015 | Plymouth Argyle (4) | 0–2      | Carlisle United (4)    | Plymouth                                                                    |  |
| 15:00               |                     | Chi tiết | Sweeney 23' · Hope 41' | Sân vận động: Home Park Lượng khán giả: 6,005 Trọng tài: Charles Breakspear |  |

| 9 tháng 11 năm 2015 | F.C. United of Manchester (6) | 1–4      | Chesterfield (3)                                | Manchester                                                                     |  |
| 19:45               | Ashworth 90+1'                | Chi tiết | Ariyibi 7' · Novak 12' · Simons 68' · Banks 87' | Sân vận động: Broadhurst Park Lượng khán giả: 2.916 Trọng tài: Oliver Langford |  |

| 7 tháng 11 năm 2015 | Rochdale (3)                       | 3–1      | Swindon Town (3)  | Rochdale                                                                        |  |
| 15:00               | Mendez-Laing 24', 46', 69' (ph.đ.) | Chi tiết | Ajose 71' (ph.đ.) | Sân vận động: Spotland Stadium Lượng khán giả: 2.060 Trọng tài: Chris Sarginson |  |

| 7 tháng 11 năm 2015 | Wealdstone (6)                      | 2–6      | Colchester United (3)                               | Ruislip                                                                    |  |
| 15:00               | Louis 31' (ph.đ.) · Hudson-Odoi 38' | Chi tiết | Bonne 26', 44', 47', 68' · Moncur 82' · Sordell 90' | Sân vận động: Vale Stadium Lượng khán giả: 2.440 Trọng tài: Brendan Malone |  |

## Vòng 2
| ngày 4 tháng 12 năm 2015 | Salford City (7) | 1–1    | Hartlepool United (4) | Salford                                                             |  |
| 19:55 GMT                | O'Halloran 23'   | Report | Oates 8' (ph.đ.)      | Sân vận động: Moor Lane Lượng khán giả: 1,400 Trọng tài: Gavin Ward |  |

| ngày 15 tháng 12 năm 2015 Replay | Hartlepool United (4)      | 2–0 (s.h.p.) | Salford City (7) | Hartlepool                                        |  |
| 19:45 GMT                        | Fenwick 97' · Mandron 120' | Report       |                  | Sân vận động: Victoria Park Lượng khán giả: 4,374 |  |

| ngày 5 tháng 12 năm 2015 | Barnet (4) | 0–1    | Newport County (4) | Canons Park, London                                                             |  |
| 15:00 GMT                |            | Report | Boden 59'          | Sân vận động: The Hive Stadium Lượng khán giả: 1,767 Trọng tài: Dean Whitestone |  |

| ngày 5 tháng 12 năm 2015 | Portsmouth (4) | 1–0    | Accrington Stanley (4) | Portsmouth                                                                            |  |
| 15:00 GMT                | McGurk 21'     | Report |                        | Sân vận động: Fratton Park, Portsmouth Lượng khán giả: 9,258 Trọng tài: Kevin Johnson |  |

| ngày 5 tháng 12 năm 2015 | Stourbridge (7) | 0–2    | Eastleigh (5)             | Amblecote                                                                    |  |
| 15:00 GMT                |                 | Report | Constable 59' · Payne 77' | Sân vận động: War Memorial Ground Lượng khán giả: 2,086 Trọng tài: Ben Toner |  |

| ngày 5 tháng 12 năm 2015 | Northampton Town (4)                         | 3–2    | Northwich Victoria (8) | Northampton                                                                   |  |
| 15:00 GMT                | Hoskins 83' · Taylor 85' · Calvert-Lewin 87' | Report | Ball 44' · Bennett 63' | Sân vận động: Sixfields Stadium Lượng khán giả: 3,837 Trọng tài: Paul Tierney |  |

| ngày 5 tháng 12 năm 2015 | Yeovil Town (4) | 1–0    | Stevenage (4) | Yeovil                                                                    |  |
| 15:00 GMT                | Tozer 86'       | Report |               | Sân vận động: Huish Park Lượng khán giả: 2,264 Trọng tài: Chris Sarginson |  |

| ngày 5 tháng 12 năm 2015 | Leyton Orient (4) | 0–0    | Scunthorpe United (3) | Leyton                                                                       |  |
| 15:00 GMT                |                   | Report |                       | Sân vận động: Brisbane Road Lượng khán giả: 2,540 Trọng tài: James Linington |  |

| ngày 15 tháng 12 năm 2015 Replay | Scunthorpe United (3)                         | 3–0    | Leyton Orient (4) | Scunthorpe                                                              |  |
| 19:45 GMT                        | M'voto 55' (l.n.) · King 60' · Adelakun 90+4' | Report |                   | Sân vận động: Glanford Park Lượng khán giả: 3,082 Trọng tài: David Webb |  |

| ngày 5 tháng 12 năm 2015 | Millwall (3) | 1–2    | Wycombe Wanderers (4)      | London                                                             |  |
| 15:00 GMT                | Thompson 57' | Report | Hayes 50' · Harriman 90+4' | Sân vận động: The Den Lượng khán giả: 3,960 Trọng tài: Fred Graham |  |

| ngày 5 tháng 12 năm 2015 | Chesterfield (3) | 1–1    | Walsall (3)   | Chesterfield                                                                |  |
| 15:00 GMT                | Novak 90+3'      | Report | Demetriou 19' | Sân vận động: Proact Stadium Lượng khán giả: 4,126 Trọng tài: Richard Clark |  |

| ngày 15 tháng 12 năm 2015 Replay                 | Walsall (3) | 0–0 (s.h.p.) (5–3 p)            | Chesterfield (3) | Walsall                                                                          |  |
| 19:45 GMT                                        |             | Report                          |                  | Sân vận động: Bescot Stadium Lượng khán giả: 2,953 Trọng tài: Charles Breakspear |  |
|                                                  |             | Loạt sút luân lưu               |                  |                                                                                  |  |
| Sawyers · Demetriou · Evans · Lalkovič · Downing |             | O'Shea · Morsy · Novak · O'Neil |                  |                                                                                  |  |

| ngày 5 tháng 12 năm 2015 | Sheffield United (3) | 1–0    | Oldham Athletic (3) | Sheffield                                                                  |  |
| 15:00 GMT                | Done 47'             | Report |                     | Sân vận động: Bramall Lane Lượng khán giả: 6,938 Trọng tài: Eddie Ilderton |  |

| ngày 6 tháng 12 năm 2015 | Rochdale (3) | 0–1    | Bury (3) | Rochdale                                                                        |  |
| 12:00 GMT                |              | Report | Rose 8'  | Sân vận động: Spotland Stadium Lượng khán giả: 4,887 Trọng tài: Darren Drysdale |  |

| ngày 6 tháng 12 năm 2015 | Bradford City (3)                                 | 4–0    | Chesham United (7) | Bradford                                                                  |  |
| 14:00 GMT                | Reid 22' · Hanson 43' · Liddle 90+1' · Cole 90+2' | Report |                    | Sân vận động: Valley Parade Lượng khán giả: 6,047 Trọng tài: Scott Duncan |  |

| ngày 6 tháng 12 năm 2015 | Peterborough United (3)       | 2–0    | Luton Town (4) | Peterborough                                                                    |  |
| 14:00 GMT                | Washington 35' · Maddison 82' | Report |                | Sân vận động: London Road Stadium Lượng khán giả: 8,329 Trọng tài: Nigel Miller |  |

| ngày 6 tháng 12 năm 2015 | Exeter City (4)           | 2–0    | Port Vale (3) | Exeter                                                                     |  |
| 14:00 GMT                | Tillson 19' · Watkins 89' | Report |               | Sân vận động: St James Park Lượng khán giả: 3,565 Trọng tài: Trevor Kettle |  |

| ngày 6 tháng 12 năm 2015 | Cambridge United (4) | 1–3    | Doncaster Rovers (3)      | Cambridge                                                               |  |
| 14:00 GMT                | Berry 23'            | Report | Grant 46', 57' · Lund 56' | Sân vận động: Abbey Stadium Lượng khán giả: 3,951 Trọng tài: Mark Brown |  |

| ngày 6 tháng 12 năm 2015 | Welling United (5) | 0–5    | Carlisle United (4)                                     | Welling                                                                    |  |
| 14:00 GMT                |                    | Report | Wyke 18', 71', 90' · Sweeney 45' · Grainger 67' (ph.đ.) | Sân vận động: Park View Road Lượng khán giả: 2,028 Trọng tài: Simon Hooper |  |

| ngày 6 tháng 12 năm 2015 | Colchester United (3)             | 3–2    | Altrincham (5)         | Colchester                                                                              |  |
| 14:00 GMT                | Harriott 14', 90+4' · Lapslie 53' | Report | Moult 3' · Rankine 46' | Sân vận động: Colchester Community Stadium Lượng khán giả: 2,592 Trọng tài: Andy Davies |  |

| ngày 6 tháng 12 năm 2015 | Dagenham & Redbridge (4) | 1–1    | Whitehawk (6) | Dagenham                                                                |  |
| 14:00 GMT                | Cureton 5'               | Report | Rose 90+5'    | Sân vận động: Victoria Road Lượng khán giả: 1,983 Trọng tài: Lee Swabey |  |

| ngày 16 tháng 12 năm 2015 Replay | Whitehawk (6)           | 2–3 (s.h.p.) | Dagenham & Redbridge (4)                 | Whitehawk                                                                       |  |
| 19:45 GMT                        | Mills 32' · Gotta 90+3' | Report       | Vassell 44' · Passley 77' · Obileye 100' | Sân vận động: The Enclosed Ground Lượng khán giả: 2,174 Trọng tài: Keith Stroud |  |

| ngày 6 tháng 12 năm 2015 | Oxford United (4) | 1–0    | Forest Green Rovers (5) | Oxford                                                                     |  |
| 14:00 GMT                | Roofe 76'         | Report |                         | Sân vận động: Kassam Stadium Lượng khán giả: 4,618 Trọng tài: Robert Lewis |  |

| ngày 7 tháng 12 năm 2015 | Grimsby Town (5) | 0–0    | Shrewsbury Town (3) | Cleethorpes                                                                  |  |
| 19:45 GMT                |                  | Report |                     | Sân vận động: Blundell Park Lượng khán giả: 3,366 Trọng tài: Seb Stockbridge |  |

| ngày 15 tháng 12 năm 2015 Replay | Shrewsbury Town (3) | 1–0    | Grimsby Town (5) | Shrewsbury                                                                |  |
| 19:45 GMT                        | Ogogo 90+2'         | Report |                  | Sân vận động: New Meadow Lượng khán giả: 2,730 Trọng tài: Dean Whitestone |  |

## Vòng 3
| 8 tháng 1 năm 2016 | Exeter City (4)         | 2–2    | Liverpool (1)            | Exeter                                                                      |  |
| 19:55 GMT          | Nichols 9' · Holmes 45' | Report | Sinclair 12' · Smith 73' | Sân vận động: St James Park Lượng khán giả: 8,298 Trọng tài: Stuart Attwell |  |

| 20 tháng 1 năm 2016 Replay | Liverpool (1)                      | 3–0    | Exeter City (4) | Liverpool                                                              |  |
| 20:00 GMT                  | Allen 10' · Ojo 74' · Teixeira 82' | Report |                 | Sân vận động: Anfield Lượng khán giả: 43,292 Trọng tài: Neil Swarbrick |  |

| 9 tháng 1 năm 2016 | Wycombe Wanderers (4) | 1–1    | Aston Villa (1) | High Wycombe                                                             |  |
| 12:45 GMT          | Jacobson 50' (ph.đ.)  | Report | Richards 22'    | Sân vận động: Adams Park Lượng khán giả: 9,298 Trọng tài: Michael Oliver |  |

| 19 tháng 1 năm 2016 Replay | Aston Villa (1)       | 2–0    | Wycombe Wanderers (4) | Birmingham                                                              |  |
| 19:45 GMT                  | Clark 75' · Gueye 90' | Report |                       | Sân vận động: Villa Park Lượng khán giả: 20,706 Trọng tài: Craig Pawson |  |

| 9 tháng 1 năm 2016 | Watford (1) | 1–0    | Newcastle United (1) | Watford                                                                  |  |
| 15:00 GMT          | Deeney 44'  | Report |                      | Sân vận động: Vicarage Road Lượng khán giả: 18,259 Trọng tài: Roger East |  |

| 9 tháng 1 năm 2016 | West Bromwich Albion (1)    | 2–2    | Bristol City (2)       | West Bromwich                                                              |  |
| 15:00 GMT          | Berahino 67' · Morrison 90' | Report | Kodjia 74' · Agard 83' | Sân vận động: The Hawthorns Lượng khán giả: 24,917 Trọng tài: Graham Scott |  |

| 19 tháng 1 năm 2016 Replay | Bristol City (2) | 0–1    | West Bromwich Albion (1) | Bristol                                                                           |  |
| 19:45 GMT                  |                  | Report | Rondón 52'               | Sân vận động: Ashton Gate Stadium Lượng khán giả: 15,185 Trọng tài: Jonathan Moss |  |

| 9 tháng 1 năm 2016 | West Ham United (1) | 1–0    | Wolverhampton Wanderers (2) | London                                                                       |  |
| 15:00 GMT          | Jelavić 85'         | Report |                             | Sân vận động: Boleyn Ground Lượng khán giả: 34,547 Trọng tài: Anthony Taylor |  |

| 9 tháng 1 năm 2016 | Hartlepool United (4) | 1–2    | Derby County (2)           | Hartlepool                                                               |  |
| 15:00 GMT          | Gray 61'              | Report | Butterfield 67' · Bent 85' | Sân vận động: Victoria Park Lượng khán giả: 4,860 Trọng tài: Darren Bond |  |

| 9 tháng 1 năm 2016 | Colchester United (3)    | 2–1    | Charlton Athletic (2) | Colchester                                                                                       |  |
| 15:00 GMT          | Moncur 28' · Sordell 41' | Report | Ghoochannejhad 90'    | Sân vận động: Colchester Community Stadium Lượng khán giả: 5,742 Trọng tài: Christopher Kavanagh |  |

| 9 tháng 1 năm 2016 | Peterborough United (3)       | 2–0    | Preston North End (2) | Peterborough                                                                       |  |
| 15:00 GMT          | Samuelsen 7' · Washington 52' | Report |                       | Sân vận động: London Road Stadium Lượng khán giả: 7,665 Trọng tài: Tony Harrington |  |

| 9 tháng 1 năm 2016 | Northampton Town (4) | 2–2    | Milton Keynes Dons (2)             | Northampton                                                                      |  |
| 15:00 GMT          | Holmes 49', 58'      | Report | Cresswell 13' (l.n.) · Maynard 82' | Sân vận động: Sixfields Stadium Lượng khán giả: 5,878 Trọng tài: Darren Drysdale |  |

| 19 tháng 1 năm 2016 Replay | Milton Keynes Dons (2)                               | 3–0    | Northampton Town (4) | Milton Keynes                                                              |  |
| 19:45 GMT                  | Reeves 53' (ph.đ.) · Murphy 61' · Church 89' (ph.đ.) | Report |                      | Sân vận động: Stadium mk Lượng khán giả: 15,133 Trọng tài: Tony Harrington |  |

| 9 tháng 1 năm 2016 | Arsenal (1)                            | 3–1    | Sunderland (1) | London                                                                           |  |
| 15:00 GMT          | Campbell 25' · Ramsey 72' · Giroud 75' | Report | Lens 17'       | Sân vận động: Emirates Stadium Lượng khán giả: 59,349 Trọng tài: Martin Atkinson |  |

| 9 tháng 1 năm 2016 | Ipswich Town (2)     | 2–2    | Portsmouth (4)            | Ipswich                                                                  |  |
| 15:00 GMT          | Oar 53' · Fraser 88' | Report | Bennett 55' · Chaplin 86' | Sân vận động: Portman Road Lượng khán giả: 17,020 Trọng tài: David Coote |  |

| 19 tháng 1 năm 2016 Replay | Portsmouth (4)                    | 2–1    | Ipswich Town (2)   | Portsmouth                                                                |  |
| 19:45 GMT                  | Roberts 32' (ph.đ.) · McNulty 37' | Report | Maitland-Niles 60' | Sân vận động: Fratton Park Lượng khán giả: 15,179 Trọng tài: Andy Woolmer |  |

| 9 tháng 1 năm 2016 | Birmingham City (2) | 1–2    | AFC Bournemouth (1)             | Birmingham                                                              |  |
| 15:00 GMT          | Morrison 40'        | Report | Tomlin 44' (ph.đ.) · Murray 85' | Sân vận động: St. Andrew's Lượng khán giả: 13,140 Trọng tài: Mike Jones |  |

| 9 tháng 1 năm 2016 | Sheffield Wednesday (2) | 2–1    | Fulham (2)  | Sheffield                                                                       |  |
| 15:00 GMT          | Bannan 42' · Nuhiu 73'  | Report | Dembélé 43' | Sân vận động: Hillsborough Stadium Lượng khán giả: 15,244 Trọng tài: Gavin Ward |  |

| 9 tháng 1 năm 2016 | Brentford (2) | 0–1    | Walsall (3) | London                                                                  |  |
| 15:00 GMT          |               | Report | Mantom 34'  | Sân vận động: Griffin Park Lượng khán giả: 7,950 Trọng tài: Andy Davies |  |

| 9 tháng 1 năm 2016 | Bury (3) | 0–0    | Bradford City (3) | Bury                                                               |  |
| 15:00 GMT          |          | Report |                   | Sân vận động: Gigg Lane Lượng khán giả: 6,962 Trọng tài: Rob Lewis |  |

| 19 tháng 1 năm 2016 Replay      | Bradford City (3) | 0–0 (s.h.p.) (2–4 p)           | Bury (3) | Bradford                                                                      |  |
| 19:45 GMT                       |                   | Report                         |          | Sân vận động: Valley Parade Lượng khán giả: 6,227 Trọng tài: Geoff Eltringham |  |
|                                 |                   | Loạt sút luân lưu              |          |                                                                               |  |
| McMahon · Davies · Evans · Cole |                   | Tutte · Lowe · Clarke · Mellis |          |                                                                               |  |

| 9 tháng 1 năm 2016 | Everton (1)                     | 2–0    | Dagenham & Redbridge (4) | Liverpool                                                                  |  |
| 15:00 GMT          | Koné 32' · Mirallas 85' (ph.đ.) | Report |                          | Sân vận động: Goodison Park Lượng khán giả: 30,918 Trọng tài: Paul Tierney |  |

| 9 tháng 1 năm 2016 | Southampton (1) | 1–2    | Crystal Palace (1)  | Southampton                                                                 |  |
| 15:00 GMT          | Romeu 51'       | Report | Ward 29' · Zaha 68' | Sân vận động: St Mary's Stadium Lượng khán giả: 30,763 Trọng tài: Lee Mason |  |

| 9 tháng 1 năm 2016 | Eastleigh (5)      | 1–1    | Bolton Wanderers (2) | Eastleigh                                                                |  |
| 15:00 GMT          | Dervite 51' (l.n.) | Report | Pratley 87'          | Sân vận động: Ten Acres Lượng khán giả: 5,250 Trọng tài: Iain Williamson |  |

| 19 tháng 1 năm 2016 Replay | Bolton Wanderers (2)                 | 3–2    | Eastleigh (5)                  | Bolton                                                                         |  |
| 20:00 GMT                  | Madine 39' · Moxey 43' · Pratley 58' | Report | Partington 11' · Mohamed 45+2' | Sân vận động: Macron Stadium Lượng khán giả: 8,287 Trọng tài: Mark Clattenburg |  |

| 9 tháng 1 năm 2016 | Nottingham Forest (2) | 1–0    | Queens Park Rangers (2) | West Bridgford                                                              |  |
| 15:00 GMT          | Ward 24'              | Report |                         | Sân vận động: City Ground Lượng khán giả: 14,197 Trọng tài: Oliver Langford |  |

| 9 tháng 1 năm 2016 | Doncaster Rovers (3) | 1–2    | Stoke City (1)           | Doncaster                                                                     |  |
| 15:00 GMT          | Tyson 25'            | Report | Crouch 15' · Walters 57' | Sân vận động: Keepmoat Stadium Lượng khán giả: 13,299 Trọng tài: Keith Stroud |  |

| 9 tháng 1 năm 2016 | Leeds United (2)          | 2–0    | Rotherham United (2) | Leeds                                                                    |  |
| 15:00 GMT          | Carayol 45' · Doukara 90' | Report |                      | Sân vận động: Elland Road Lượng khán giả: 16,039 Trọng tài: Andy Woolmer |  |

| 9 tháng 1 năm 2016 | Huddersfield Town (2)              | 2–2    | Reading (2)                 | Huddersfield                                                                       |  |
| 15:00 GMT          | Paterson 57' · Wells 90+2' (ph.đ.) | Report | Vydra 71' · Robson-Kanu 87' | Sân vận động: John Smith's Stadium Lượng khán giả: 9,236 Trọng tài: Jeremy Simpson |  |

| 19 tháng 1 năm 2016 Replay | Reading (2)                                        | 5–2    | Huddersfield Town (2)   | Reading                                                                         |  |
| 20:00 GMT                  | Piazon 29' · Vydra 57', 61', 90' · Fernández 90+3' | Report | Paterson 8' · Smith 15' | Sân vận động: Madejski Stadium Lượng khán giả: 8,119 Trọng tài: Oliver Langford |  |

| 9 tháng 1 năm 2016 | Middlesbrough (2) | 1–2    | Burnley (2)             | Middlesbrough                                                                  |  |
| 15:00 GMT          | Fabbrini 36'      | Report | Hennings 45' · Ward 71' | Sân vận động: Riverside Stadium Lượng khán giả: 18,286 Trọng tài: Simon Hooper |  |

| 9 tháng 1 năm 2016 | Norwich City (1) | 0–3    | Manchester City (1)                        | Norwich                                                               |  |
| 15:00 GMT          |                  | Report | Agüero 16' · Iheanacho 31' · De Bruyne 78' | Sân vận động: Carrow Road Lượng khán giả: 24,507 Trọng tài: Mike Dean |  |

| 9 tháng 1 năm 2016 | Hull City (2)         | 1–0    | Brighton & Hove Albion (2) | Kingston upon Hull                                                          |  |
| 15:00 GMT          | Snodgrass 41' (ph.đ.) | Report |                            | Sân vận động: KC Stadium Lượng khán giả: 10,706 Trọng tài: Geoff Eltringham |  |

| 9 tháng 1 năm 2016 | Manchester United (1) | 1–0    | Sheffield United (3) | Manchester                                                                 |  |
| 17:30 GMT          | Rooney 90+3' (ph.đ.)  | Report |                      | Sân vận động: Old Trafford Lượng khán giả: 74,284 Trọng tài: Jonathan Moss |  |

| 10 tháng 1 năm 2016 | Oxford United (4)                     | 3–2    | Swansea City (1)        | Oxford                                                                      |  |
| 12:00 GMT           | Sercombe 45' (ph.đ.) · Roofe 49', 59' | Report | Montero 23' · Gomis 66' | Sân vận động: Kassam Stadium Lượng khán giả: 11,673 Trọng tài: Kevin Friend |  |

| 10 tháng 1 năm 2016 | Carlisle United (4)      | 2–2    | Yeovil Town (4)          | Blackpool                                                                    |  |
| 14:00 GMT           | Grainger 25' · Ellis 76' | Report | Zoko 71' · Jeffers 90+3' | Sân vận động: Bloomfield Road Lượng khán giả: 3,357 Trọng tài: Andrew Madley |  |

| 19 tháng 1 năm 2016 Replay                 | Yeovil Town (4) | 1–1 (s.h.p.) (4–5 p)                      | Carlisle United (4) | Yeovil                                                                 |  |
| 19:45 GMT                                  | Compton 31'     | Report                                    | Sweeney 77'         | Sân vận động: Huish Park Lượng khán giả: 4,114 Trọng tài: Tim Robinson |  |
|                                            |                 | Loạt sút luân lưu                         |                     |                                                                        |  |
| Dickson · Jeffers · Tozer · Dawson · Dolan |                 | Kennedy · Sweeney · Wyke · Ibehre · Ellis |                     |                                                                        |  |

| 10 tháng 1 năm 2016 | Chelsea (1)                  | 2–0    | Scunthorpe United (3) | London                                                                       |  |
| 14:00 GMT           | Costa 13' · Loftus-Cheek 68' | Report |                       | Sân vận động: Stamford Bridge Lượng khán giả: 41,625 Trọng tài: Craig Pawson |  |

| 10 tháng 1 năm 2016 | Tottenham Hotspur (1)         | 2–2    | Leicester City (1)           | London                                                                        |  |
| 16:00 GMT           | Eriksen 8' · Kane 89' (ph.đ.) | Report | Wasilewski 19' · Okazaki 48' | Sân vận động: White Hart Lane Lượng khán giả: 35,805 Trọng tài: Robert Madley |  |

| 20 tháng 1 năm 2016 Replay | Leicester City (1) | 0–2    | Tottenham Hotspur (1) | Leicester                                                                         |  |
| 19:45 GMT                  |                    | Report | Son 39' · Chadli 66'  | Sân vận động: King Power Stadium Lượng khán giả: 30,006 Trọng tài: Anthony Taylor |  |

| 10 tháng 1 năm 2016 | Cardiff City (2) | 0–1    | Shrewsbury Town (3) | Cardiff                                                                          |  |
| 18:00 GMT           |                  | Report | Mangan 62'          | Sân vận động: Cardiff City Stadium Lượng khán giả: 4,782 Trọng tài: Peter Bankes |  |

| 18 tháng 1 năm 2016 | Newport County (4) | 1–2    | Blackburn Rovers (2)             | Newport                                                                         |  |
| 19:15 GMT           | Byrne 30'          | Report | Marshall 8' (ph.đ.) · Rhodes 75' | Sân vận động: Rodney Parade Lượng khán giả: 5,083 Trọng tài: Charles Breakspear |  |

## Vòng 4
Bốc thăm thi đấu vòng 4 vào ngày 11 tháng 1 năm 2016 và bắt đầu thi đấu vào ngày 30 tháng 1 năm 2016.
| 29 tháng 1 năm 2016 | Derby County (2) | 1–3    | Manchester United (1)             | Derby                                                                             |  |
| 19:55 GMT           | Thorne 37'       | Report | Rooney 16' · Blind 65' · Mata 83' | Sân vận động: Pride Park Stadium Lượng khán giả: 31,134 Trọng tài: Anthony Taylor |  |

| 30 tháng 1 năm 2016 | Colchester United (3) | 1–4    | Tottenham Hotspur (1)                    | Colchester                                                                                 |  |
| 12:45 GMT           | Davies 80' (l.n.)     | Report | Chadli 27', 78' · Dier 64' · Carroll 82' | Sân vận động: Colchester Community Stadium Lượng khán giả: 9,920 Trọng tài: Michael Oliver |  |

| 30 tháng 1 năm 2016 | West Bromwich Albion (1) | 2–2    | Peterborough United (3)     | West Bromwich                                                              |  |
| 15:00 GMT           | Berahino 14', 84'        | Report | Coulthirst 79' · Taylor 86' | Sân vận động: The Hawthorns Lượng khán giả: 22,517 Trọng tài: Kevin Friend |  |

| 10 tháng 2 năm 2016 Replay                    | Peterborough United (3) | 1–1 (s.h.p.) (3–4 p)                                | West Bromwich Albion (1) | Peterborough                                                                   |  |
| 19:45 GMT                                     | Taylor 55'              | Report                                              | Fletcher 71'             | Sân vận động: London Road Stadium Lượng khán giả: 10,632 Trọng tài: Mike Jones |  |
|                                               |                         | Loạt sút luân lưu                                   |                          |                                                                                |  |
| Bostwick · Maddison · Samuelsen · Fox · Angol |                         | Pocognoli · Berahino · Gardner · Fletcher · Chester |                          |                                                                                |  |

| 30 tháng 1 năm 2016 | Bolton Wanderers (2) | 1–2    | Leeds United (2)            | Bolton                                                                        |  |
| 15:00 GMT           | Pratley 80'          | Report | Doukara 8' · Diagouraga 39' | Sân vận động: Macron Stadium Lượng khán giả: 17,336 Trọng tài: Andre Marriner |  |

| 30 tháng 1 năm 2016 | Arsenal (1)                | 2–1    | Burnley (2) | London                                                                      |  |
| 15:00 GMT           | Chambers 19' · Sánchez 53' | Report | Vokes 30'   | Sân vận động: Emirates Stadium Lượng khán giả: 59,932 Trọng tài: Roger East |  |

| 30 tháng 1 năm 2016 | Reading (2)                                     | 4–0    | Walsall (3) | Reading                                                                       |  |
| 15:00 GMT           | Robson-Kanu 37' · Vydra 40', 89' · Williams 75' | Report |             | Sân vận động: Madejski Stadium Lượng khán giả: 13,367 Trọng tài: Peter Bankes |  |

| 30 tháng 1 năm 2016 | Aston Villa (1) | 0–4    | Manchester City (1)                           | Birmingham                                                            |  |
| 15:00 GMT           |                 | Report | Iheanacho 4', 24' (ph.đ.), 74' · Sterling 76' | Sân vận động: Villa Park Lượng khán giả: 23,636 Trọng tài: Mike Jones |  |

| 30 tháng 1 năm 2016 | Shrewsbury Town (3)                          | 3–2    | Sheffield Wednesday (2) | Shrewsbury                                                             |  |
| 15:00 GMT           | Akpa Akpro 56' · Whalley 87' · Grimmer 90+7' | Report | McGugan 19', 76'        | Sân vận động: New Meadow Lượng khán giả: 5,699 Trọng tài: Paul Tierney |  |

| 30 tháng 1 năm 2016 | Nottingham Forest (2) | 0–1    | Watford (1) | West Bridgford                                                             |  |
| 15:00 GMT           |                       | Report | Ighalo 89'  | Sân vận động: City Ground Lượng khán giả: 24,703 Trọng tài: Neil Swarbrick |  |

| 30 tháng 1 năm 2016 | Crystal Palace (1) | 1–0    | Stoke City (1) | London                                                                         |  |
| 15:00 GMT           | Zaha 17'           | Report |                | Sân vận động: Selhurst Park Lượng khán giả: 17,062 Trọng tài: Mark Clattenburg |  |

| 30 tháng 1 năm 2016 | Oxford United (4) | 0–3    | Blackburn Rovers (2)                   | Oxford                                                                     |  |
| 15:00 GMT           |                   | Report | Marshall 36' (ph.đ.), 76' · Watt 45+2' | Sân vận động: Kassam Stadium Lượng khán giả: 11,647 Trọng tài: Andy Davies |  |

| 30 tháng 1 năm 2016 | Portsmouth (4) | 1–2    | AFC Bournemouth (1) | Portsmouth                                                             |  |
| 15:00 GMT           | Roberts 43'    | Report | King 71' · Pugh 83' | Sân vận động: Fratton Park Lượng khán giả: 18,901 Trọng tài: Mike Dean |  |

| 30 tháng 1 năm 2016 | Bury (3)  | 1–3    | Hull City (2)               | Bury                                                                 |  |
| 15:00 GMT           | Jones 86' | Report | Akpom 14', 57' (ph.đ.), 69' | Sân vận động: Gigg Lane Lượng khán giả: 7,064 Trọng tài: Darren Bond |  |

| 30 tháng 1 năm 2016 | Liverpool (1) | 0–0    | West Ham United (1) | Liverpool                                                               |  |
| 17:30 GMT           |               | Report |                     | Sân vận động: Anfield Lượng khán giả: 44,006 Trọng tài: Martin Atkinson |  |

| 9 tháng 2 năm 2016 Replay | West Ham United (1)          | 2–1 (s.h.p.) | Liverpool (1) | London                                                                   |  |
| 19:45 GMT                 | Antonio 45' · Ogbonna 120+1' | Report       | Coutinho 48'  | Sân vận động: Boleyn Ground Lượng khán giả: 34,433 Trọng tài: Roger East |  |

| 31 tháng 1 năm 2016 | Carlisle United (4) | 0–3    | Everton (1)                        | Carlisle                                                               |  |
| 13:30 GMT           |                     | Report | Koné 2' · Lennon 14' · Barkley 65' | Sân vận động: Brunton Park Lượng khán giả: 17,101 Trọng tài: Lee Mason |  |

| 31 tháng 1 năm 2016 | Milton Keynes Dons (2) | 1–5    | Chelsea (1)                                           | Milton Keynes                                                            |  |
| 16:00 GMT           | Potter 21'             | Report | Oscar 15', 32', 44' · Hazard 55' (ph.đ.) · Traoré 62' | Sân vận động: Stadium mk Lượng khán giả: 28,172 Trọng tài: Jonathan Moss |  |

## Vòng 5
Bốc thăm thi đấu vào ngày 31 tháng 1 năm 2016 và bắt đầu thi đấu vào ngày 20 tháng 2 năm 2016.
| 20 tháng 2 năm 2016 | Arsenal (1) | 0–0    | Hull City (2) | London                                                                     |  |
| 12:45 GMT           |             | Report |               | Sân vận động: Emirates Stadium Lượng khán giả: 59,830 Trọng tài: Mike Dean |  |

| 8 tháng 3 năm 2016 Replay | Hull City (2) | 0–4    | Arsenal (1)                        | Kingston upon Hull                                                    |  |
| 19:00 GMT                 |               | Report | Giroud 41', 71' · Walcott 77', 89' | Sân vận động: KC Stadium Lượng khán giả: 20,993 Trọng tài: Mike Jones |  |

| 20 tháng 2 năm 2016 | Reading (2)                             | 3–1    | West Bromwich Albion (1) | Reading                                                                         |  |
| 15:00 GMT           | McShane 59' · Hector 72' · Piazon 90+4' | Report | Fletcher 54'             | Sân vận động: Madejski Stadium Lượng khán giả: 19,566 Trọng tài: Anthony Taylor |  |

| 20 tháng 2 năm 2016 | Watford (1)        | 1–0    | Leeds United (2) | Watford                                                                      |  |
| 15:00 GMT           | Wootton 53' (l.n.) | Report |                  | Sân vận động: Vicarage Road Lượng khán giả: 18,336 Trọng tài: Michael Oliver |  |

| 20 tháng 2 năm 2016 | AFC Bournemouth (1) | 0–2    | Everton (1)              | Bournemouth                                                                |  |
| 17:15 GMT           |                     | Report | Barkley 55' · Lukaku 76' | Sân vận động: Dean Court Lượng khán giả: 11,404 Trọng tài: Martin Atkinson |  |

| 21 tháng 2 năm 2016 | Blackburn Rovers (2) | 1–5    | West Ham United (1)                             | Blackburn                                                                |  |
| 14:00 GMT           | Marshall 20'         | Report | Moses 26' · Payet 36', 90+2' · Emenike 64', 85' | Sân vận động: Ewood Park Lượng khán giả: 18,793 Trọng tài: Jonathan Moss |  |

| 21 tháng 2 năm 2016 | Tottenham Hotspur (1) | 0–1    | Crystal Palace (1) | London                                                                       |  |
| 15:00 GMT           |                       | Report | Kelly 45+1'        | Sân vận động: White Hart Lane Lượng khán giả: 35,547 Trọng tài: Craig Pawson |  |

| 21 tháng 2 năm 2016 | Chelsea (1)                                                    | 5–1    | Manchester City (1) | London                                                                         |  |
| 16:00 GMT           | Costa 35' · Willian 48' · Cahill 53' · Hazard 67' · Traoré 89' | Report | Faupala 37'         | Sân vận động: Stamford Bridge Lượng khán giả: 41,594 Trọng tài: Andre Marriner |  |

| 22 tháng 2 năm 2016 | Shrewsbury Town (3) | 0–3    | Manchester United (1)                 | Shrewsbury                                                              |  |
| 19:45 GMT           |                     | Report | Smalling 37' · Mata 45' · Lingard 61' | Sân vận động: New Meadow Lượng khán giả: 9,370 Trọng tài: Robert Madley |  |

## Vòng 6
Bốc thăm thi đấu vòng 6 vào ngày 21 tháng 2 năm 2016 vf bắt đầu các trận đấu vào ngày 12 tháng 3 năm 2016.
| 11 tháng 3 năm 2016 | Reading (2) | 0–2    | Crystal Palace (1)                  | Reading                                                                    |  |
| 19:55 GMT           |             | Report | Cabaye 86' (ph.đ.) · Campbell 90+4' | Sân vận động: Madejski Stadium Lượng khán giả: 23,110 Trọng tài: Mike Dean |  |

| 12 tháng 3 năm 2016 | Everton (1)     | 2–0    | Chelsea (1) | Liverpool                                                                    |  |
| 17:30 GMT           | Lukaku 77', 82' | Report |             | Sân vận động: Goodison Park Lượng khán giả: 37,283 Trọng tài: Michael Oliver |  |

| 13 tháng 3 năm 2016 | Arsenal (1) | 1–2    | Watford (1)                | London                                                                          |  |
| 13:30 GMT           | Welbeck 88' | Report | Ighalo 50' · Guedioura 63' | Sân vận động: Emirates Stadium Lượng khán giả: 58,436 Trọng tài: Andre Marriner |  |

| 13 tháng 3 năm 2016 | Manchester United (1) | 1–1    | West Ham United (1) | Manchester                                                                   |  |
| 16:00 GMT           | Martial 83'           | Report | Payet 68'           | Sân vận động: Old Trafford Lượng khán giả: 74,298 Trọng tài: Martin Atkinson |  |

| 13 tháng 4 năm 2016 Replay | West Ham United (1) | 1–2    | Manchester United (1)       | London                                                                   |  |
| 19:00 BST                  | Tomkins 79'         | Report | Rashford 54' · Fellaini 67' | Sân vận động: Boleyn Ground Lượng khán giả: 33,505 Trọng tài: Roger East |  |

## Vòng bán kết
Lễ bốc thăm thi đấu vòng bán kết vào ngày 14 tháng 3 năm 2016 và bắt đầu các trận đấu vào các ngày 23 và 24 tháng 4 năm 2016.
| Everton (1)         | 1–2    | Manchester United (1)        |
| ------------------- | ------ | ---------------------------- |
| Smalling 75' (l.n.) | Report | Fellaini 34' · Martial 90+3' |

| Crystal Palace (1)       | 2–1    | Watford (1) |
| ------------------------ | ------ | ----------- |
| Bolasie 6' · Wickham 61' | Report | Deeney 55'  |

## Trận chung kết
Trận chung kết được tổ chức vào ngày 21 tháng 5 năm 2016 trên sân vận động Wembley.
| Crystal Palace | 1–2 (s.h.p.) | Manchester United       |
| -------------- | ------------ | ----------------------- |
| Puncheon 78'   | Chi tiết     | Mata 81' · Lingard 110' |

## Tốp ghi bàn
Danh sách các cầu thủ ghi bàn hàng đầu ở mùa giải này.
| Xếp hạng | Cầu thủ           | Câu lạc bộ          | Số bàn thắng |
| -------- | ----------------- | ------------------- | ------------ |
| 1        | Matěj Vydra       | Reading             | 6            |
| 2        | Macauley Bonne    | Colchester United   | 4            |
| 2        | Kelechi Iheanacho | Manchester City     | 4            |
| 2        | Ben Marshall      | Blackburn Rovers    | 4            |
| 2        | Conor Washington  | Peterborough United | 4            |

## Truyền hình
Quyền phát sóng trực tiếp các trận đấu mùa này ở nước Anh được truyền hình trực tiếp bởi kênh BBC và kênh thuê bao BT Sport. Hãng BBC giữ bản quyền từ mùa giải 2014–15 trong khi đó kênh thuê bao BT Sport lại mua bản quyền của ESPN từ tháng 2 năm 2013.